# The New Adventures of Peter Pan
The New Adventures of Peter Pan (no Brasil: Peter Pan e em Portugal: As Novas Aventuras de Peter Pan) é uma série de desenho animado em CGI franco-indiana baseada no clássico conto do personagem Peter Pan. Estreou originalmente em 2012 no canal francês France 3.
No Brasil, ela foi exibida pelo canal infantil Gloob estreando em novembro de 2013, originalmente tendo sido programada para estrear em outubro.
Em Portugal, a série estreou no canal SIC em 10 de maio de 2014 às 06:35 no bloco de programação LOL, depois estreou na SIC K em 5 de junho de 2014 às 17:30 e mais tarde estreou no Canal Panda em 4 de novembro de 2017 às 18:30 com o nome Peter Pan, Novas Aventuras.
O desenho traz uma forma revolucionária de contar a história de Peter Pan. A obra original, de J. M. Barrie, se passa na Inglaterra da década de 1910, durante o período eduardiano. Nessa animação, o enredo se passa no século XXI, com versões modernas de Wendy, João e Miguel, o que muda muito na caracterização dos personagens em relação aos originais. Além disso, o desenho é o primeiro a inserir meninas no grupos dos Meninos Perdidos, que na história original é composto apenas por meninos pois, segundo o próprio Peter Pan, "meninas são espertas demais para se perderem". Outro aspecto diferente é a diversidade étnica encontrada na tripulação do Capitão Gancho, incluindo personagens originais que não são exatamente piratas clássicos, como são na história original. A tribo indígena nessa versão expõe mais o conhecimento indígena sobre a natureza do que em outras encarnações da história.

## Enredo
A história se passa no tempo presente, muito depois de Peter Pan conhecer Wendy Darling e seus irmãos João e Miguel. Agora, ele é amigo dos bisnetos de Wendy, que também se chamam Wendy, João e Miguel. Todas as noites, ele os leva para se aventurarem na Terra do Nunca ao lado dos Garotos Perdidos contra o pirata Capitão Gancho e sua tripulação de piratas.

## Personagens
- Peter Pan: O garoto que jamais cresce. É o melhor amigo de Wendy, João e Miguel, líder dos Garotos Perdidos da Terra do Nunca e arqui-rival do Capitão Gancho. Sempre visita os irmãos Darling à noite e os leva para a Terra do Nunca, trazendo-os a tempo de dormirem bem para fazerem suas atividades no dia seguinte. Impetuoso e brincalhão, Peter chega a ser convencido e imaturo, mas tem um bom coração e sabe ser um bom líder. Nessa versão, Peter tem cabelo e olhos castanhos. Como em outras encarnações do personagem, sua roupa é feita de folhas.
- Wendy Darling: Irmã mais velha de João e Miguel, a melhor amiga de Peter que sempre o visita na Terra do Nunca. Ela é esperta e corajosa, mas tende a se estressar por coisas pequenas e acaba discutindo com seus irmãos e amigos. No entanto, ela se importa com o bem-estar de todos. Ela adora música e dança, e em Londres é dedicada a ser uma boa aluna. Nessa versão, Wendy tem cabelo e olhos castanhos, e tende a ver Peter mais como um amigo (diferente de outras versões, que focam mais em um interesse amoroso de Wendy por Peter), embora ela também tenha uma quedinha por ele, e por isso acaba despertando o ciúme de Sininho e Lily.
- Sininho: A fada mágica parceira de Peter Pan capaz de fazer as crianças voarem com seu pó mágico. Ela é bem impulsiva e ciumenta, principalmente com relação à amizade entre Peter e Wendy, o que a faz tratar João e Miguel melhor do que a irmã deles, embora em alguns episódios ela também ajude Wendy. Nessa versão, Sininho tem cabelo e olhos castanhos e é mais ciumenta e imatura que em outras versões da personagem.
- João Darling: O irmão do meio de Wendy e Miguel. É inteligente e calculista, estando sempre com o livro da Terra do Nunca em mãos para ajudar os amigos a resolver os problemas. João é bem racional e gosta de bolar estratégias para derrotar os piratas e outros inimigos. Apesar disso, ele também tem um lado egocêntrico e exibido, e costuma entrar em conflito com Miguel. Ele tem uma quedinha pela princesa Lily, e ela o corresponde. Nessa versão, como é de costume, ele usa óculos e tem cabelos e olhos castanhos. Ele também usa um boné com uma estrela vermelha.
- Miguel Darling: O irmão mais novo de Wendy e João. É o menor da família, sendo ingênuo, curioso e animado, embora também seja atrevido, impulsivo e teimoso, o que o leva a entrar em conflito com Wendy, e principalmente com João. Miguel adora filmes do Capitão Músculos, um super-herói, e às vezes leva os DVDs para a Terra do Nunca, para que Peter e os meninos perdidos também possam assistir. Nessa versão, ele tem olhos castanhos e cabelos pretos encaracolados e usa uma camisa azul, lembrando um pouco o ex-jogador de futebol argentino Diego Maradona. Essa encarnação de Miguel é mais arrogante que as outras retratações do personagem (que tende a ser descrito como uma criança pequena inocente), mas ele sempre aprende com seus erros e ama seus irmãos e amigos.
- Capitão Gancho: Líder dos piratas, comandante do navio Jolly Roger, e eterno inimigo de Peter Pan e os Garotos Perdidos. Apesar de se intitular como um pirata impiedoso, Gancho se assusta com qualquer coisa de estranho na Terra do Nunca. Gancho é autoritário, egoísta, e só se importa consigo mesmo, embora em algumas ocasiões seja obrigado a cooperar, inclusive com Peter Pan, para seu próprio bem. Seu chapéu e rosto lembram os do Capitão Gancho do filme da Disney de 1953, no entanto sua roupa se assemelha à típica do Papai Noel (embora mais magro), Nessa versão, sua tripulação é composta de homens diversos, e alguns nem mesmo possuem roupas ou jeitos de piratas.
- Sr. Smee: O ajudante atrapalhado do Capitão Gancho e o segundo em comando no navio Jolly Roger. Nessa versão, Smee usa perucas francesas da época do rei Luis XIV, embora o personagem seja irlandês. Embora muitas vezes não concorde com o autoritarismo de Gancho, Smee é muito leal a seu Capitão, e reluta em receber ordens de qualquer pessoa a não ser ele. Apesar de atrapalhado, Smee tem um lado sábio, sendo mais racional que Gancho e conhecendo os lugares e lendas para instruir o capitão em seus planos.
- Jake Sorrow (ou Jack Sorrow, dependendo da dublagem): É um pirata com nome inglês, embora suas roupas e aparência física indicam que ele seja espanhol (possui penteado e cavanhaque tipicamente espanhóis, usa uma capa que lembra os panos de tourada e um colete de toureiro). Jake tem voz desafinada e um chulé tão forte que nem mesmo os outros piratas da tripulação o aguentam (característica também notada por Peter). Ele chega a ser bem manipulador, convencendo de vez em quando os heróis de que está do lado deles, só para depois trai-los. João e Miguel são dois que já foram enganados por ele.
- Dagan: É um pirata irlandês de pouca inteligência. Na maioria das vezes, ele encontra tesouros ou algo que interesse ao Capitão, mas quando vai revelar, acaba se atendo a detalhes pouco importantes. Além disso, sua estupidez acaba por frustrar os planos dos piratas. Dagan serve de alívio cômico entre os piratas, sendo um personagem bem engraçado.
- Jairo: É um pirata negro, o mais velho da tripulação do Capitão Gancho. Possui cabelos e barba brancos e usa touca laranja. Embora seja atrapalhado, como os demais piratas, Jairo tem conhecimentos científicos que o ajudam a elaborar planos para capturar Peter Pan ou atender a qualquer outro objetivo do Capitão.
- Chuluun: É um pirata turco, o mais alto e forte da tripulação do Capitão Cancho. Usa um chapéu vermelho típico da Turquia e teme ser atingido na cabeça. Chuluun é um dos piratas de menos destaque na tripulção, aparecendo mais como figurante e sendo facilmente derrotado nas lutas com Peter e seus amigos.
- Asbjorn: É o membro da tripulação do Capitão Gancho que tem menos aparência de pirata. Isso é porque na verdade ele é um viking, e provavelmente entrou para o grupo de piratas depois que seu barco viking naufragou (como mostrado no episódio 16, em uma história com um amigo de Peter que também era viking). Asbjorn é alto, forte, tem cabelo loiro e olhos azuis. Usa armadura de viking, e às vezes usa um capacete com chifres. Ele luta com um martelo em vez de espada. Assim como Chuluun, é um dos membros da tripulação de Gancho de menos destaque, aparecendo na maioria das vezes como figurante e seu nome é mencionado poucas vezes no desenho.
- Chubs: É um menino perdido que adora fazer bolos e comidas, é um cozinheiro na Terra do Nunca. Ele é gordinho, tem os olhos puxados e o cabelo preto, que está sempre debaixo de uma touca cor de vinho. Chubs é bem simpático e prestativo, e raramente briga com seus amigos.
- Cynthia: É uma menina perdida que gosta de ajudar o Chubs na cozinha e de inventar apetrechos para ajudar nas missões. Um de seus maiores inventos é um alarme que avisa aos outros quando a pessoa que o aciona está em perigo. Cynthia é loira e tem olhos azuis.
- Baby: É um menino perdido loiro de olhos azuis. É o mais novo dos Meninos Perdidos, e talvez seja por isso que Peter o chama de Baby. Ele se veste com um macacão e camiseta, e usa um cocar indígena. Baby é o mais doce e brincalhão entre o grupo de Peter.
- Meera: É uma menina perdida indiana. Ela é sensível, prestativa e divertida, embora tem pouco destaque no desenho, e atua mais como figurante.
- Maya: É uma menina perdida negra que usa tranças caribenhas no cabelo. Ela é muito ativa, embora tenha pouco destaque no desenho, atuando mais como figurante.
- Ficelle: É um menino perdido que usa óculos e tem o cabelo castanho. Aparece mais como figurante e tem pouquíssimo destaque nas histórias (seu nome é raramente dito no desenho). Sua aparência lembra muito à do Harry Potter, incluindo as roupas (embora sua gravata seja azul, enquanto a de Harry é vermelha).
- Princesa Lily: Lily é uma princesa indígena, filha do cacique da Tribo do Nunca. Em alguns episódios ela compete com Wendy pela afeição de Peter, mas em outros ela corresponde aos sentimentos de João por ela. Lily é muito apegada à natureza e sabe cuidar muito bem das plantas e dos animais, além de ajudar os heróis a lutar com o Capitão Gancho e os piratas. Apesar da pouca idade, ela é bem madura.
- Grande Cassique: É o líder da tribo indígena e pai da princesa Lily. É muito sábio e conhece tudo sobre a história e as lendas da Terra do Nunca, o que ajuda Peter Pan e seus amigos a resolverem muitos problemas.
- Índio: É o irmão do meio da Lily, que adora assobiar, porém seu nome ainda é um segredo. É muito atento ao que acontece na Terra do Nunca, e seu pai confia nele para vigiar os inimigos.
- Sereias (chamadas de Cléo, Zoé e Chloé): São sereias do lago que as pessoas que bebem suas águas viram peixe. Apesar de bonitas, são muito más e querem afogar todos que entram em suas águas. Peter parece ser o único que elas respeitam. Nessa versão, as sereias chegam a serem mais malvadas que em outras versões da história.